# The Fall (album de Gorillaz)
Pour les articles homonymes, voir The Fall.
Albums de Gorillaz
Plastic Beach
(2010) DoYaThing
(2012)
Singles
1. Phoner to Arizona
Sortie : 24 décembre 2010
2. Revolving Doors / Amarillo
Sortie : 14 mars 2011

The Fall est le 4e album studio du groupe britannique Gorillaz, paru en 2010. Enregistré en octobre 2010 durant la tournée du groupe Escape to Plastic Beach World Tour en Amérique du Nord, il a été entièrement conçu sur une tablette numérique iPad, et rendu disponible en téléchargement gratuit.

## Historique
Le 12 novembre 2010, Damon Albarn, leader du groupe, annonce qu'il a conçu un album entièrement sur iPad pendant la tournée qui a suivi l'album Plastic Beach. Il ajoute qu'il souhaite le sortir « avant Noël ». Le 15 décembre 2010, dans une interview d'Albarn à la radio australienne Triple J, le titre de l'album est révélé : il s'agit de The Fall (« l'automne » en anglais américain). Il déclare l'avoir appelé ainsi parce qu'il a été « composé en octobre », précisant qu'il aurait pu l'intituler October, mais ce titre avait déjà été utilisé par U2 pour son album de 1981. Selon Albarn, c'est un album conçu à la manière d'un « journal intime », qui évoque « un voyage à travers l'Amérique ».
Cette annonce d'un album réalisé sur un iPad intervient assez ironiquement peu après que Microsoft, concurrent d'Apple, et Gorillaz ont scellé un partenariat quelques semaines plus tôt, le 22 septembre,.
La date de parution de The Fall est précisée le 20 décembre sur le site officiel du groupe : le jour de Noël. Le 25 décembre, l'album, comportant quinze titres, est disponible gratuitement en téléchargement pour les membres inscrits au fan club "Gorillaz Sub Division" et peut être écouté en streaming par tout le monde sur le site officiel du groupe.

## Conception
Selon le site officiel de Gorillaz, The Fall a été conçu dans un délai très court, entre le 3 octobre 2010 et le 3 novembre 2010. Profitant de son temps libre durant la tournée, Damon Albarn a composé cet album « sur la route » ou dans « des hôtels »,. Chaque morceau a ainsi été enregistré dans un lieu et une date différentes de la tournée américaine du groupe. Certains titres de morceaux faisant d'ailleurs explicitement référence à la ville traversée. Cette rapidité de production a été permise par l'utilisation seule d'une tablette numérique. De "Speak It!" à "Mood Filatron", vingt applications pour iPad, estimées à un coût total de 120 dollars, ont ainsi été utilisées dans la conception de l'album. Mais des musiciens ont aussi collaboré à The Fall, comme Mick Jones à la guitare sur HillBilly Man ou Paul Simonon à la basse sur Aspen Forest. L'album intègre également des captations de sons comme celle d'une annonce de gare à Los Angeles (sur California & the Slipping of the Sun) ou celle du cornichon yodel, (sur "Seattle Yodel") commercialisé par la boutique Archie McPhee (en) à Seattle. Enfin, l'album a été mastérisé dans les prestigieux studios anglais d'Abbey Road.
L'illustration de l'album, créditée Jamie Hewlett et Zombie Flesh Eaters, ne représente pas les quatre membres virtuels de Gorillaz, mais uniquement 2D, l'alter ego de Damon Albarn en live, assis les bras ballants devant une table d'enregistrement.

## Singles
Le premier single issu de l'album, Phoner to Arizona, est dévoilé via une vidéo postée sur YouTube le 22 décembre. Ce clip réalisé par Jamie Hewlett montre un montage d'images et de vidéos de la tournée du groupe.
Le 14 mars 2011, Gorillaz sort le double single Revolving Doors / Amarillo.

## Promotion et sortie
La promotion de The Fall est réalisée sur le site Internet du groupe, via un calendrier de l'Avent en ligne,. Entre le 1er et le 25 décembre 2010, une fenêtre s'ouvrait chaque jour pour offrir des goodies : jeu vidéo en flash, fond d'écran, vidéos, photos... Le jour de Noël, la dernière fenêtre donnait un lien vers le site de fans du groupe, où l'album The Fall était proposé en téléchargement gratuit pour ceux qui avaient payé leur cotisation de 29,99 livres ou de 45 dollars.
En décembre 2010, une sortie sur support physique avait été prévue pour 2011. Elle est finalement annoncée début mars. Une édition vinyle pesant 180 g sort d'abord le 16 avril, une manière pour le groupe de célébrer le Record Store Day, fête des disquaires indépendants, qui a lieu à cette date. Deux jours plus tard, The Fall est disponible à l'achat en CD ou en téléchargement.

## Critiques
Les premières critiques dans la presse soulignent l'aspect conceptuel de l'album. NME parle d'une « musique qui crée une sensation de mouvement perpétuel », l'usage de sons synthétiques rappelant « les origines numériques » de The Fall. Les Inrockuptibles mentionnent son « minimalisme » et une atmosphère évoquant « la lente glissade vers l’ennui des tournées sans fin ». Pour The Guardian, l'absence de guest-stars sur cet album « électronique » et « mid-tempo » en ferait « l'un des disques les plus personnels de Damon Albarn ».
La mise à disposition gratuite de The Fall a entraîné des comparaisons,, avec la démarche d'autres groupes de rock comme Radiohead et The Smashing Pumpkins. Ces contemporains de Gorillaz avaient également proposé leurs albums respectifs, In Rainbows en 2007 et Teargarden by Kaleidyscope en 2009, en téléchargement à un prix librement fixé par l'acheteur.

## Liste des titres
| No  | Titre                                     | Enregistrement                                        | Durée |
| --- | ----------------------------------------- | ----------------------------------------------------- | ----- |
| 1.  | Phoner to Arizona                         | 3 octobre 2010 à Montréal                             | 4:14  |
| 2.  | Revolving Doors                           | 5 octobre 2010 à Boston                               | 3:26  |
| 3.  | HillBilly Man                             | 10 octobre 2010 au New Jersey; 11 octobre en Virginie | 3:50  |
| 4.  | Detroit                                   | 13 octobre 2010 à Détroit                             | 2:03  |
| 5.  | Shy-town                                  | 15 octobre 2010 à Chicago                             | 2:54  |
| 6.  | Little Pink Plastic Bag                   | 16 octobre 2010 à Chicago                             | 3:09  |
| 7.  | The Joplin Spider                         | 18 octobre 2010 à Joplin                              | 3:22  |
| 8.  | The Parish of Space Dust                  | 19 octobre 2010 à Houston                             | 2:55  |
| 9.  | The Snake in Dallas                       | 20 octobre 2010 à Dallas                              | 2:11  |
| 10. | Amarillo                                  | 23 octobre 2010 à Amarillo                            | 3:24  |
| 11. | The Speak It Mountains                    | 24 octobre 2010 à Denver                              | 2:14  |
| 12. | Aspen Forest                              | 25 octobre 2010 à Santa Fé, 3 novembre à Vancouver    | 2:50  |
| 13. | Bobby in Phoenix (featuring Bobby Womack) | 26 octobre 2010 à Phoenix                             | 3:16  |
| 14. | California & the Slipping of the Sun      | 30 octobre à Oakland                                  | 3:24  |
| 15. | Seattle Yodel                             | 2 novembre 2010 à Seattle                             | 0:38  |

- Notes : California & the Slipping of the Sun contient un son d'annonce de gare enregistré à Los Angeles. The Parish of Space Dust contient des samples de Cowboy Town de Brooks & Dunn, Wichita Lineman de Glen Campbell et de Hawaiian War Chant (Ta-Hu-Wa-Hu-Wai) de Spike Jones.

## Classements
| Pays - classement (2011)       | Meilleure position |
| ------------------------------ | ------------------ |
| Australie ARIA Charts          | 41                 |
| Belgique - Ultratop            | 28                 |
| Canada - Canadian Albums Chart | 24                 |
| Pays-Bas - MegaCharts          | 21                 |
| Irlande - Irish Albums Chart   | 21                 |
| Italie - FIMI                  | 43                 |
| Mexique - AMPROFON             | 80                 |
| Écosse                         | 12                 |
| Suisse - Schweizer Hitparade   | 95                 |
| Royaume-Uni - UK Albums Chart  | 12                 |
| États-Unis - Billboard 200     | 24                 |

## Crédits additionnels
- Mick Jones : guitare sur Hillbilly Man
- Jesse Hackett : claviers sur Little Pink Plastic Bags
- Paul Simonon : guitare basse sur Aspen Forest
- James R. Grippo : qanûn sur Aspen Forest
- Bobby Womack : voix et guitare sur Bobby in Phoenix